# Список персонажів Ніндзяґо
Нижче наведено перелік персонажів датсько-канадського мультсеріалу «Ніндзяґо» та його продовження, які були створені The Lego Group. В серіалі присутні різні персонажі: головні герої, основні й вторинні лиходії та інші другорядні персонажі, які з'являються у всесвіті Ніндзяґо. Список вигаданих істот організований за хронологічним порядком виходу сезонів.
Сюжет серіалу зосереджено на пригодах шістьох підлітків-ніндзя, яких звуть Ллойд Гармадон, Кай, Коул, Джей, Зейн, Нія.

## Головні герої

### Ллойд Гармадон
Ллойд Монтґомері Гармадон (озвучений Джилліан Майклз у сезонах 1–7 та Семом Вінсентом з 8 сезону) — Зелений Ніндзя та Майстер стихії Енергії, яка надає йому здатність маніпулювати енергією. Він нинішній лідер ніндзя, син Гармадона та Місако, племінник Майстра Ву та онук Першого Майстра Спінджитцу. Він часто використовує катану або подвійні катани під час бою. Ллойд дебютує в першому сезоні як пустотлива дитина, яка хоче бути злим полководцем, як його батько. Він постійно бешкетував та будував плани для досягнення своїх дитячих цілей, але четверо початкових ніндзя їх руйнували. Ніндзя та Майстер Ву виправили Ллойда, перш ніж він дізнався, що його доля вже передбачена — він стане Зеленим ніндзя. Попри те, що спершу він був пустотливий і наївний, протягом серіалу хлопець стає зрілим, мудрим і вмілим ніндзя, завдяки набутому досвіду. Попри те, що Ллойд наймолодший член команди він стає її лідером.

### Кай
Кай (озвучений Вінсентом Тонгом) — Червоний ніндзя та Майстер стихії Вогню. Як і Ллойд, він часто використовує або катану, або подвійні катани. Його стихія надає йому обмежений пірокінез і термостійкість. Кай дуже відданий своїм друзям і родині, готовий на все, аби вони були в безпеці. Він часто приймає рішення опираючись на емоції, а не на логічне мислення, через що діє необдумано, стає запальним і зухвалим. Він також має сильне почуття відповідальності перед своїми друзями. Кай — старший брат Нії, син Рея та Майї. Він закоханий у Скайлор Чен.

### Джей Вокер
Джей Вокер (ім'я при народжені — Джей Гордон) (озвучений Майклом Адамтвейтом) — Синій ніндзя та Майстер стихій Блискавки. Він володіє нунчаками, а останнім часом використовує кусарігаму. Його стихійна сила дає йому здатність маніпулювати електрикою, але вона обмежена. Джей винахідливий і кмітливий, часто жартує, щоб полегшити стресові ситуації; вправний механік. Він легко збуджується і постійно панікує, коли не розуміє, що відбувається навколо, але, як і інші ніндзя, дуже вірний друзям, особливо своїй Ян/дівчині Нії. Він є сином Кліффа Гордона та попереднього Повелителя Стихій Блискавки, але його усиновили та виховали Ед та Една Вокери.

### Зейн
Зейн (озвучений Брентом Міллером) — Білий/Титановий ніндзя та Майстер стихії Льоду. Він часто володіє трикутними сюрікенами, а у восьмому, дев'ятому та десятому сезонах — луком і стрілами. Його стихійна сила льоду надає йому обмежений кріокінез. Зейн розумний і вправний у розрахунках, часто надає інформацію ніндзя, коли це потрібно. На початку йому не вистачає звичайних соціальних навичок, таких як почуття гумору, але пізніше з'ясовується, що Зейн насправді андроїд (або «ніндроїд»), про що не знали ні ніндзя, ні сам Зейн. Хоча його висновки та дії досі обґрунтовані й логічні, завдяки взаємодії з іншими ніндзя Зейн з часом набув характерних для людей рис. Він син/творіння доктора Жульєна.

### Коул
Коул (озвучений Кірбі Морроу з Pilots — Seabound, Ендрю Френсісом із Crystalized)— твердий і стійкий Чорний ніндзя та Майстер стихії Землі. Найчастіше орудує косою, а в останніх сезонах — бойовим молотом. Його стихія надає йому здатність володіти землею та надсилою. Коул був першим лідером ніндзя, вірний своїм друзям і родині. Він веселий та досить простий. Має пристрасть до їжі, особливо до тортів. На початку першого сезону він боявся драконів, але згодом потоваришував з ними, і навіть мав власного. Він син Лу, учасника квартету перукарень, і Ліллі, попередньої Володарки стихії Землі, яка померла через хворобу, коли Коул був ще дитиною.

### Нія
Нія (озвучена Келлі Метцґер) — сіро-блакитний ніндзя, Володарка Води та Самурай Ікс. Вона часто використовує спис. У перших сезонах вона носила одяг червоного кольору, як Самурай Ікс. Після виходу фільму «Лего Ніндзяґо» її здебільшого зображували в сірому кольорі з блакитними елементами. Її стихійна сила надає їй обмежений гідрокінез. Незважаючи на те, що спершу вона не була у команді як ніндзя, у 5 сезоні Нія показує свої приховані здібності та стає повноцінною частиною групи, коли її навички Володарки Стихії Води були потрібні для перемоги над привидами та Вищим. Жорстка й рішуча, вона відмовляється чинити так, як їй вказують робити інші. Хоча вона інколи може бути впертою, Нія піклується про своїх друзів і родину. Вона часто приймає складні рішення в команді та є емоційною підтримкою для інших. Як досвідчений механік, вона часто конструює транспортні засоби для ніндзя. Нія — молодша сестра Кая, донька Рея та Майї, Ян/дівчина Джея.

### ПІКСЕЛЬ
ПІКСЕЛЬ (від англ. P.I.X.A.L. — Перший Інтелектуальний Кселометричний Асистент Людини) (озвучена Дженніфер Гейворд) — жінка-ніндроїд, яка на початку була помічницею свого творця/батька Сайруса Борга. Пізніше вона приєднується до команди ніндзя завдяки її товаришу-ніндроїду Зейну. Її було розібрано посіпаками Майстра Чена у 4 сезоні, але потім Зейн завантажив її у свою систему як штучний інтелект. У 7 сезоні вона таємно перебудовує себе і стає новим Самураєм Ікс. ПІКСЕЛЬ часто надає технічну підтримку ніндзя, водночас розвиваючи стосунки із Зейном.

### Майстер Ву
Сенсей/Майстер Ву (озвучений Полом Добсоном, Калебом Скерісом як немовля, Медікс Вайтвей як дитина) — мудрий та досвідчений майстер ніндзя, вчитель Ллойда, Кая, Джея, Коула, Зейна та згодом Нії; часто користується палицею свого батька. Він є дядьком Ллойда, молодший син Першого Майстра Спінджитцу і брат Гармадона. Завдяки своїй спадщині Оні Ву прожив тисячі років.

### Лорд Гармадон
Лорд/Сенсей Гармадон (озвучений Марком Олівером, Кай Емметтом у дитинстві в 9 сезоні, Діном Петрівом у дитинстві в 11 сезоні) — батько Ллойда, старший брат Ву, чоловік Місако та старший син Першого Майстра Спінджитцу. Гармадон є головним антагоністом пілотних епізодів і другорядним антагоністом перших двох сезонів. У 2 сезоні він очищається від зла і стає сенсеєм ніндзя. У 4 сезоні його приносять в жертву Проклятому царству і воскрешають у 8 сезоні, але у формі істоти чистого зла (як у 1 та 2 сезонах). Він знову жадає завоювати Ніндзяґо, проголошуючи себе новим імператором королівства. Він є одним із двох головних антагоністів 9 сезону. Однак наприкінці сезону правлінню терору Гармадона нарешті покладено кінець, після чого його відправляють до в'язниці Криптаріум. У 10 сезоні його звільняють, щоб допомогти ніндзя перемогти Оні, після чого він виходить на свободу. У Crystalized виявляється, що він сховався в квартирі Вінні Фолсона, перш ніж допомогти ніндзя у битві з Оверлордом. Він намагається допомогти Ллойду розблокувати свої здібності Оні, але врешті зазнає невдачі. Завдяки своїй спадщині Оні, як і Ву, Гармадон прожив тисячі років.